# Roland Brunner (General)

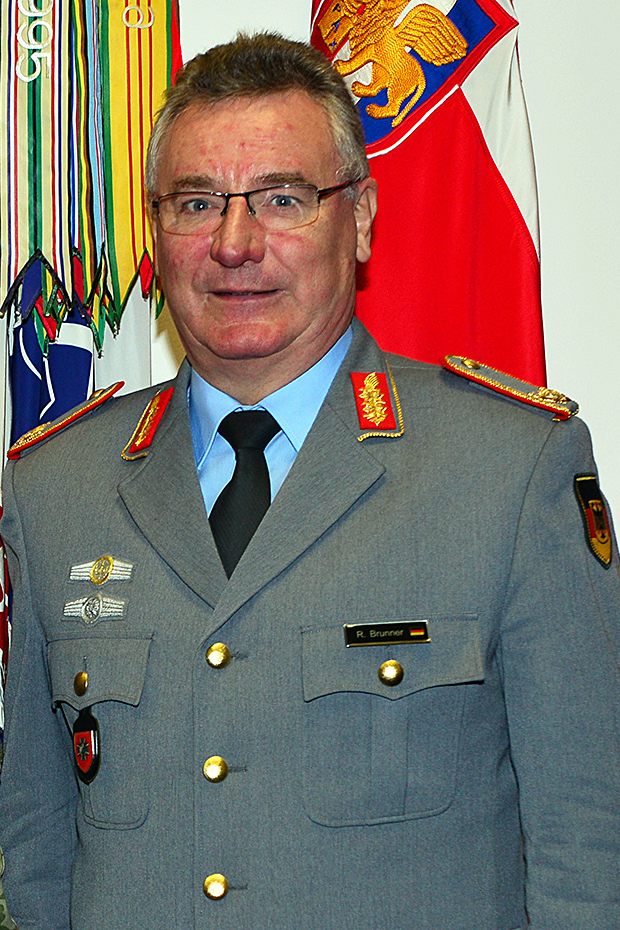
Brigadegeneral Brunner (2018)

Roland Brunner (* 29. April 1956 in Lauf an der Pegnitz) ist ein deutscher Geologe und Brigadegeneral außer Dienst des Heeres der Bundeswehr.

## Leben
Brunner legte 1976 sein Abitur in Lauf an der Pegnitz ab. Ab 1976 war er Soldat auf Zeit und Reserveoffizieranwärter der Feldjägertruppe. 1978 wurde er als Leutnant der Reserve entlassen und nahm mit einem Stipendium der Bundeswehr das Studium der Geologie an der Friedrich-Alexander-Universität Erlangen-Nürnberg in Erlangen auf, das er als Diplom-Geologe abschloss. 1983 wurde er wiedereingestellt in die Laufbahn der Offiziere des Militärgeographischen Dienstes und war zunächst Militärgeographie-Offizier in der Topographiebatterie 850 in der Wilhelmsburg-Kaserne in Ulm, ab 1986 Militärgeographie-Offizier und Zugführer des Topographiezuges 200 in Ulm und von 1987 bis 1991 Batteriechef der Topographiebatterie 850 in Ulm.
Von 1991 bis 1993 war Brunner Militärgeographie-Stabsoffizier in Hauptquartier der Central Army Group der NATO in Heidelberg und anschließend von 1993 bis 1997 Militärgeographie-Stabsoffizier und Dezernatsleiter Weiterentwicklung im Amt für Militärisches Geowesen in Euskirchen sowie von 1997 bis 2001 Militärgeographie-Stabsoffizier und stellvertretender Heerestopographieoffizier im Heeresführungskommando in Koblenz. 2001 wurde er Militärgeographie-Stabsoffizier im Aufstellungs-Stab des Geoinformationsdienstes im Streitkräfteamt in Bonn und Euskirchen und 2003 Referent für Geoinformation im Führungsstab der Streitkräfte II 6 im Bundesministerium der Verteidigung auf der Hardthöhe in Bonn. Im Amt für Geoinformationswesen der Bundeswehr war er von 2004 bis 2006 Gruppenleiter Außenbeziehung, von 2006 bis 2007 Gruppenleiter Einsatzunterstützung, von 2007 bis 2008 Abteilungsleiter Grundlagen Geowissenschaften/Datenbasis und Gruppenleiter Sonderprogramme und von 2008 bis 2009 Abteilungsleiter Zentrale Aufgaben und Chef des Stabes. 2009 wurde er Referatsleiter Geoinformationswesen und Navigation im Bundesministerium der Verteidigung in Bonn.
Brunner wurde 2012 zum Amtschef des Amtes für Geoinformationswesen der Bundeswehr und Leiter des Geoinformationsdienstes der Bundeswehr und im Oktober 2013 Kommandeur des Zentrums für Geoinformationswesen der Bundeswehr in der Mercator-Kaserne in Euskirchen. Ende September 2019 wurde er in den Ruhestand versetzt.
Brunner ist verheiratet und hat vier Söhne.